# Episodi di GeGeGe no Kitarō
Questa è la lista degli episodi dell'anime Gegege no Kitarō (ゲゲゲの鬼太郎?), tratto dal manga Kitaro dei cimiteri di Shigeru Mizuki. È stato trasmesso dalla Fuji Television in sei differenti stagioni, tutte prodotte dalla Toei Animation: la prima di 65 episodi è andata avanti dal 1968 al 1969 ed è l'unica ad essere trasmessa in bianco e nero; la seconda di 45 episodi dal 1971 al 1972; la terza di 108 episodi dal 1985 al 1988; la quarta di 114 episodi dal 1996 al 1998; la quinta di 100 episodi dal 2007 al 2009; la sesta serie, ribattezzata Hakaba Kitarō (墓場鬼太郎?) di 11 episodi è stata trasmessa nel 2011.

## GeGeGe no Kitarō
| Nº | Titolo italiano Giapponese 「Kanji」 - Rōmaji                                        | In onda           | In onda |
| Nº | Titolo italiano Giapponese 「Kanji」 - Rōmaji                                        | Giapponese        |         |
| 1  | Obake Nighter 「おばけナイター」 - Obake naitaa                                      | 3 gennaio 1968    |         |
| 2  | Yasha 「夜叉」 - Yasha                                                               | 10 gennaio 1968   |         |
| 3  | Il castello Yokai 「妖怪城」 - Yōkai shiro                                           | 17 gennaio 1968   |         |
| 4  | Il vampiro La Seine 「吸血鬼ラ・セーヌ」 - Kyūketsuki Ra-Sēnu                        | 24 gennaio 1968   |         |
| 5  | Il grande kaiju (prima parte) 「大海獣(前編)」 - Dai Kaijū (zenpen)                  | 31 gennaio 1968   |         |
| 6  | Il grande kaiju (seconda parte) 「大海獣(後編)」 - Dai Kaijū (kōhen)                 | 7 febbraio 1968   |         |
| 7  | Il treno fantasma 「ゆうれい電車」 - Yūrei densha                                    | 14 febbraio 1968  |         |
| 8  | Il vecchio nello specchio 「鏡爺」 - Kagami jiji                                     | 21 febbraio 1968  |         |
| 9  | Miage Nyudo 「見上げ入道」 - Miage nyūdō                                             | 28 febbraio 1968  |         |
| 10 | La grande guerra Yokai (prima parte) 「妖怪大戦争(前編)」 - Yōkai daisensō (zenpen)  | 6 marzo 1968      |         |
| 11 | La grande guerra Yokai (seconda parte) 「妖怪大戦争(後編)」 - Yōkai daisensō (kōhen) | 13 marzo 1968     |         |
| 12 | Nurarihyon, lo Yokai 「妖怪ぬらりひょん」 - Yōkai nurarihyon                         | 20 marzo 1968     |         |
| 13 | Viaggio all'inferno 「地獄流し」 - Jigoku nagashi                                    | 27 marzo 1968     |         |
| 14 | 「水虎」 - Suiko                                                                     | 7 aprile 1968     |         |
| 15 | 「吸血鬼エリート （前編）」 - Kyūketsuki eriito (zenpen)                             | 14 aprile 1968    |         |
| 16 | 「吸血鬼エリート （後編）」 - Kyūketsuki eriito (kōhen)                              | 21 aprile 1968    |         |
| 17 | 「猫仙人」 - Neko sennin                                                             | 28 aprile 1968    |         |
| 18 | 「魔女人形」 - Majo ningyō                                                           | 5 maggio 1968     |         |
| 19 | 「吸血木」 - Kyūketsu ki                                                             | 12 maggio 1968    |         |
| 20 | 「猫娘とねずみ男」 - Neko musume tonezumi otoko                                      | 19 maggio 1968    |         |
| 21 | 「妖怪獣 （前編）」 - Yōkai kemono (zenpen)                                          | 26 maggio 1968    |         |
| 22 | 「妖怪獣 （後編）」 - Yōkai kemono (kōhen)                                           | 2 giugno 1968     |         |
| 23 | 「峠の妖怪」 - Tōge no yōkai                                                         | 9 giugno 1968     |         |
| 24 | 「白山坊」 - Hakusan bō                                                              | 16 giugno 1968    |         |
| 25 | 「電気妖怪」 - Denki yōkai                                                           | 23 giugno 1968    |         |
| 26 | 「海座頭」 - Umi zatō                                                                | 30 giugno 1968    |         |
| 27 | 「おどろおどろ」 - Odoroodoro                                                        | 7 luglio 1968     |         |
| 28 | 「まくら返し」 - Makura kaeshi                                                       | 14 luglio 1968    |         |
| 29 | 「鏡合戦」 - Kagami kassen                                                           | 21 luglio 1968    |         |
| 30 | 「悪魔ベリアル」 - Akuma beriaru                                                     | 28 luglio 1968    |         |
| 31 | 「もうりょう」 - Mōryō                                                               | 4 agosto 1968     |         |
| 32 | 「妖花」 - Yō hana                                                                   | 11 agosto 1968    |         |
| 33 | 「さざえ鬼」 - Sazae oni                                                             | 18 agosto 1968    |         |
| 34 | 「さら小僧」 - Sara kozō                                                             | 25 agosto 1968    |         |
| 35 | 「こま妖怪」 - Koma yōkai                                                            | 1º settembre 1968 |         |
| 36 | 「ダイヤモンド妖怪」 - Daiyamondo yōkai                                              | 8 settembre 1968  |         |
| 37 | 「手の目」 - Teno me                                                                 | 15 settembre 1968 |         |
| 38 | 「おりたたみ入道」 - Oritatami nyūdō                                                 | 22 settembre 1968 |         |
| 39 | 「妖怪軍団」 - Yōkai gundan                                                          | 29 settembre 1968 |         |
| 40 | 「おベベ沼の妖怪」 - O bebe numa no yōkai                                            | 6 ottobre 1968    |         |
| 41 | 「ばけ猫」 - Bake neko                                                               | 13 ottobre 1968   |         |
| 42 | 「人食い島」 - Hitokui i shima                                                       | 20 ottobre 1968   |         |
| 43 | 「ひでりがみ」 - Hiderigami                                                          | 27 ottobre 1968   |         |
| 44 | 「げた合戦」 - Geta kassen                                                           | 3 novembre 1968   |         |
| 45 | 「のっぺらぼう」 - Nopperabō                                                         | 10 novembre 1968  |         |
| 46 | 「うぶめ」 - Ubume                                                                   | 17 novembre 1968  |         |
| 47 | 「天邪鬼」 - Amanojaku                                                               | 24 novembre 1968  |         |
| 48 | 「雪ん子」 - Yuki n ko                                                               | 1º dicembre 1968  |         |
| 49 | 「天狐」 - Ten kitsune                                                               | 8 dicembre 1968   |         |
| 50 | 「妖怪関ケ原」 - Yōkai sekigahara                                                    | 15 dicembre 1968  |         |
| 51 | 「穴ぐら入道」 - Ana gura nyūdō                                                      | 22 dicembre 1968  |         |
| 52 | 「吸血妖怪団」 - Kyūketsu yōkai dan                                                  | 29 dicembre 1968  |         |
| 53 | 「妖怪大統領」 - Yōkai daitōryō                                                      | 5 gennaio 1969    |         |
| 54 | 「妖怪ラリー」 - Yōkai rarii                                                         | 12 gennaio 1969   |         |
| 55 | 「妖怪毛羽毛現」 - Yōkai ke umō gen                                                  | 19 gennaio 1969   |         |
| 56 | 「磯女」 - Iso onna                                                                  | 26 gennaio 1969   |         |
| 57 | 「隠形魔法」 - In katachi mahō                                                       | 2 febbraio 1969   |         |
| 58 | 「おぼろぐるま」 - Oboroguruma                                                       | 9 febbraio 1969   |         |
| 59 | 「だるま」 - Daruma                                                                  | 16 febbraio 1969  |         |
| 60 | 「笠地蔵」 - Kasa jizō                                                               | 23 febbraio 1969  |         |
| 61 | 「後神」 - Nochi kami                                                                | 2 gennaio 1969    |         |
| 62 | 「海じじい」 - Umi jijii                                                             | 9 gennaio 1969    |         |
| 63 | 「なまはげ」 - Namahage                                                              | 16 gennaio 1969   |         |
| 64 | 「陰摩羅鬼」 - In mara oni                                                           | 23 gennaio 1969   |         |
| 65 | 「妖怪ほうこう」 - Yōkai hōkō                                                        | 30 gennaio 1969   |         |

## GeGeGe no Kitarō- II
| Nº | Giapponese 「Kanji」 - Rōmaji                        | In onda           | In onda |
| Nº | Giapponese 「Kanji」 - Rōmaji                        | Giapponese        |         |
| 1  | 「妖怪復活」 - Yōkai fukkatsu                        | 7 ottobre 1971    |         |
| 2  | 「妖怪反物」 - Yōkai tanmono                         | 14 ottobre 1971   |         |
| 3  | 「妖怪大裁判」 - Yōkai dai saiban                    | 21 ottobre 1971   |         |
| 4  | 「雨ふり天狗」 - Amefuri tengu                       | 28 ottobre 1971   |         |
| 5  | 「あしまがり」 - Ashimagari                          | 4 novembre 1971   |         |
| 6  | 「死人つき」 - Shinin tsuki                          | 11 novembre 1971  |         |
| 7  | 「猫又」 - Neko mata                                 | 18 novembre 1971  |         |
| 8  | 「マンモスフラワー」 - Manmosufurawa                 | 25 novembre 1971  |         |
| 9  | 「髪さま」 - Kami sama                               | 2 dicembre 1971   |         |
| 10 | 「アンコールワットの亡霊」 - Ankoruwatto no bōrei    | 9 dicembre 1971   |         |
| 11 | 「土ころび」 - Tsuchi korobi                         | 16 dicembre 1971  |         |
| 12 | 「やまたのおろち」 - Yamatanoorochi                  | 23 dicembre 1971  |         |
| 13 | 「かまぼこ」 - Kamaboko                              | 30 dicembre 1971  |         |
| 14 | 「怪自動車」 - Kai jidōsha                           | 6 gennaio 1972    |         |
| 15 | 「牛鬼」 - Ushi oni                                  | 13 gennaio 1972   |         |
| 16 | 「南からの招き」 - Minami karano maneki              | 20 gennaio 1972   |         |
| 17 | 「縁切り虫」 - Heri kiri mushi                       | 27 gennaio 1972   |         |
| 18 | 「幸福という名の怪物」 - Kōfuku toiu mei no kaibutsu | 3 febbraio 1972   |         |
| 19 | 「釜鳴り」 - Kama nari                               | 10 febbraio 1972  |         |
| 20 | 「ふくろさげ」 - Fukurosage                          | 17 febbraio 1972  |         |
| 21 | 「心配屋」 - Shinpai ya                              | 24 febbraio 1972  |         |
| 22 | 「地獄の水」 - Jigoku no mizu                        | 2 marzo 1972      |         |
| 23 | 「逆餅殺し」 - Gyaku mochi koroshi                   | 9 marzo 1972      |         |
| 24 | 「傘ばけ」 - Kasa bake                               | 23 marzo 1972     |         |
| 25 | 「まぼろしの汽車」 - Maboroshino kisha               | 30 marzo 1972     |         |
| 26 | 「大首」 - Dai kubi                                  | 6 aprile 1972     |         |
| 27 | 「いやみ」 - Iyami                                   | 13 aprile 1972    |         |
| 28 | 「あかなめ」 - Akaname                               | 20 aprile 1972    |         |
| 29 | 「ダイダラボッチ」 - Daidarabocchi                   | 27 aprile 1972    |         |
| 30 | 「死神」 - Shinigami                                 | 4 maggio 1972     |         |
| 31 | 「赤舌」 - Aka shita                                 | 11 maggio 1972    |         |
| 32 | 「目目連」 - Me me ren                               | 25 maggio 1972    |         |
| 33 | 「悪魔ブエル」 - Akuma bueru                         | 1º giugno 1972    |         |
| 34 | 「死神とサトリ」 - Shinigami to satori               | 15 giugno 1972    |         |
| 35 | 「イースター島奇談」 - Isuta shima kidan             | 22 giugno 1972    |         |
| 36 | 「妖怪屋敷」 - Yōkai yashiki                         | 29 giugno 1972    |         |
| 37 | 「地相眼」 - Chi sō me                               | 13 luglio 1972    |         |
| 38 | 「隠れ里の死神」 - Kakure sato no shinigami          | 20 luglio 1972    |         |
| 39 | 「妖怪水車」 - Yōkai suisha                          | 27 luglio 1972    |         |
| 40 | 「原始さん」 - Genshi san                            | 10 agosto 1972    |         |
| 41 | 「霊形手術」 - Rei katachi shujutsu                  | 17 agosto 1972    |         |
| 42 | 「死神と貧乏神」 - Shinigami to binbōgami            | 24 agosto 1972    |         |
| 43 | 「足跡(あしあと)の怪」 - Sokuseki (ashiato) no kai   | 7 settembre 1972  |         |
| 44 | 「雨神 ユムチャック」 - Ame kami yumuchakku          | 21 settembre 1972 |         |
| 45 | 「死神の ノルマ」 - shinigami no noruma              | 28 settembre 1972 |         |

## GeGeGe no Kitarō- III
| Nº  | Giapponese 「Kanji」 - Rōmaji                                                          | In onda           | In onda |
| Nº  | Giapponese 「Kanji」 - Rōmaji                                                          | Giapponese        |         |
| 1   | 「謎の 妖怪城出現!!」 - Nazo no yōkai shiro shutsugen!!                                | 12 ottobre 1985   |         |
| 2   | 「鏡じじい」 - Kagami jijii                                                            | 19 ottobre 1985   |         |
| 3   | 「ネコ仙人」 - Neko sennin                                                             | 26 ottobre 1985   |         |
| 4   | 「妖怪 ぬらりひょん」 - Yōkai nurarihyon                                               | 2 novembre 1985   |         |
| 5   | 「ダイヤ妖怪 輪入道」 - Daiya yōkai wa nyūdō                                           | 9 novembre 1985   |         |
| 6   | 「地獄行! 幽霊電車!!」 - Jigoku gyō! yūrei densha!!                                    | 16 novembre 1985  |         |
| 7   | 「子連れ妖怪 磯女」 - Kodure yōkai iso onna                                            | 23 novembre 1985  |         |
| 8   | 「だるま妖怪 相談所」 - Daruma yōkai sōdansho                                          | 30 novembre 1985  |         |
| 9   | 「不死身の 妖怪水虎」 - Fujimi no yōkai mizu tora                                      | 7 dicembre 1985   |         |
| 10  | 「悪魔の メロディー・夜叉」 - Akuma no merodei. yasha                                  | 14 dicembre 1985  |         |
| 11  | 「妖怪キツネ 白山坊」 - Yōkai kitsune hakusan bō                                       | 21 dicembre 1985  |         |
| 12  | 「ざしきわらしと 笠地蔵」 - Zashikiwarashito kasa jizō                                 | 28 dicembre 1985  |         |
| 13  | 「おりたたみ入道」 - Oritatami nyūdō                                                   | 4 gennaio 1986    |         |
| 14  | 「不老不死!? 妖怪さざえ鬼」 - Furōfushi!? yōkai sazae oni                              | 11 gennaio 1986   |         |
| 15  | 「冷凍妖怪・ 雪ん子」 - Reitō yōkai. yuki n ko                                         | 18 gennaio 1986   |         |
| 16  | 「妖怪のっぺらぼう」 - Yōkai nopperabō                                                 | 25 gennaio 1986   |         |
| 17  | 「古代妖怪・毛羽毛現」 - Kodai yōkai. ke umō gen                                       | 1º febbraio 1986  |         |
| 18  | 「妖怪天狐 地底王国の逆襲」 - Yōkai ten kitsune chitei ōkoku no gyakushū               | 8 febbraio 1986   |         |
| 19  | 「ゆめ妖怪 まくらがえし」 - Yume yōkai makuragaeshi                                    | 15 febbraio 1986  |         |
| 20  | 「半魚人の恋」 - Hangyojin no koi                                                      | 22 febbraio 1986  |         |
| 21  | 「コマ妖怪 あまめはぎ」 - Koma yōkai amamehagi                                         | 1º marzo 1986     |         |
| 22  | 「いじわる妖怪 天邪鬼」 - Ijiwaru yōkai amanojaku                                      | 8 marzo 1986      |         |
| 23  | 「電気妖怪 かみなり」 - Denki yōkai kaminari                                           | 15 marzo 1986     |         |
| 24  | 「子供が消える!? 妖怪うぶめ」 - Kodomo ga kie ru!? yōkai ubume                         | 22 marzo 1986     |         |
| 25  | 「妖怪ぶるぶる」 - Yōkai buruburu                                                      | 29 marzo 1986     |         |
| 26  | 「おばけナイター」 - Obake naita                                                       | 5 aprile 1986     |         |
| 27  | 「妖怪ふくろさげ」 - Yōkai fukurosage                                                  | 12 aprile 1986    |         |
| 28  | 「田を返せ!! 妖怪泥田坊」 - Ta wo kaese!! yōkai doro ta bō                             | 19 aprile 1986    |         |
| 29  | 「妖怪ひでり神」 - Yōkai hideri kami                                                   | 3 maggio 1986     |         |
| 30  | 「妖怪見上げ入道」 - Yōkai miage nyūdō                                                 | 10 maggio 1986    |         |
| 31  | 「オベベ沼の妖怪」 - Obebe numa no yōkai                                               | 17 maggio 1986    |         |
| 32  | 「鬼太郎危うし! 妖怪大裁判」 - Kitarō abunau shi! yōkai dai saiban                     | 24 maggio 1986    |         |
| 33  | 「妖怪あかなめ 哀しみの逆襲」 - Yōkai akaname kanashi mino gyakushū                    | 31 maggio 1986    |         |
| 34  | 「ばけ猫国道 0号線」 - Bake neko kokudō 0 gōsen                                        | 14 giugno 1986    |         |
| 35  | 「妖怪赤舌の 千年王国」 - Yōkai aka shita no sennen ōkoku                              | 28 giugno 1986    |         |
| 36  | 「異次元妖怪 かまなり」 - Ijigen yōkai kamanari                                        | 5 luglio 1986     |         |
| 37  | 「妖怪 おどろおどろ」 - Yōkai odoroodoro                                               | 12 luglio 1986    |         |
| 38  | 「タタリだ～!? 妖怪土ころび」 - Tatari da ~!? yōkai tsuchi korobi                      | 19 luglio 1986    |         |
| 39  | 「三途の河の だつえばばあ」 - Sanzu no kawa no datsuebabaa                             | 2 agosto 1986     |         |
| 40  | 「富士山大噴火!? 妖怪大首」 - Fujisan dai funka!? yōkai dai kubi                       | 9 agosto 1986     |         |
| 41  | 「激戦! 妖怪関ケ原」 - Gekisen! yōkai sekigahara                                       | 23 agosto 1986    |         |
| 42  | 「妖怪牛鬼」 - Yōkai ushi oni                                                          | 30 agosto 1986    |         |
| 43  | 「さら小僧 妖怪歌謡大賞」 - Sara kozō yōkai kayō taishō                                | 6 settembre 1986  |         |
| 44  | 「あの世からの使者 死神」 - Ano yo karano shisha shinigami                             | 13 settembre 1986 |         |
| 45  | 「妖怪花を救え!!」 - Yōkai hana wo sukue!!                                             | 20 settembre 1986 |         |
| 46  | 「妖怪大統領 こうもり猫」 - Yōkai daitōryō kōmori neko                                 | 27 settembre 1986 |         |
| 47  | 「妖怪のびあがりと 吸血木」 - Yōkai nobiagarito kyūketsu ki                            | 4 ottobre 1986    |         |
| 48  | 「妖怪いやみ」 - Yōkai iyami                                                           | 11 ottobre 1986   |         |
| 49  | 「妖怪殺人事件 おんもらき」 - Yōkai satsujinjiken onmoraki                             | 18 ottobre 1986   |         |
| 50  | 「妖怪海座頭の怒り」 - Yōkai umi zatō no ikari                                         | 25 ottobre 1986   |         |
| 51  | 「世界妖怪ラリー」 - Sekai yōkai rari                                                  | 1º novembre 1986  |         |
| 52  | 「燃えるネズミ男 げた合戦」 - Moe ru nezumi otoko geta kassen                          | 8 novembre 1986   |         |
| 53  | 「皿屋敷の 妖怪モウリョウ」 - Sara yashiki no yōkai mōryō                              | 15 novembre 1986  |         |
| 54  | 「悪魔ベリアル」 - Akuma beriaru                                                       | 22 novembre 1986  |         |
| 55  | 「秘(まるひ)指令!! ねずみ男は死刑だ」 - Hi (maruhi) shirei!! nezumi otoko ha shikei da | 29 novembre 1986  |         |
| 56  | 「タヌキ軍団 日本征服!! <前 編>」 - Tanuki gundan nihonseifuku!! < zenpen >            | 6 dicembre 1986   |         |
| 57  | 「タヌキ軍団 日本征服!! <後 編>」 - Tanuki gundan nihonseifuku!! < kōhen >             | 13 dicembre 1986  |         |
| 58  | 「妖怪城の目目連」 - Yōkai shiro no me me ren                                          | 20 dicembre 1986  |         |
| 59  | 「宵待ち草の後神」 - Yoimachi chi kusa no nochi kami                                   | 27 dicembre 1986  |         |
| 60  | 「巨人妖怪 ダイダラボッチ」 - Kyojin yōkai daidarabocchi                               | 3 gennaio 1987    |         |
| 61  | 「まぼろしの汽車」 - Maboroshino kisha                                                 | 10 gennaio 1987   |         |
| 62  | 「妖怪火車 逆モチ殺し!!」 - Yōkai kasha gyaku mochi koroshi!!                          | 17 gennaio 1987   |         |
| 63  | 「悪魔ブエルと ヤカンズル」 - Akuma bueru to yakanzuru                                 | 24 gennaio 1987   |         |
| 64  | 「妖怪穴ぐら入道」 - Yōkai ana gura nyūdō                                              | 31 gennaio 1987   |         |
| 65  | 「妖怪百目・地獄流し」 - Yōkai hyaku me. jigoku nagashi                                | 7 febbraio 1987   |         |
| 66  | 「韓国妖怪 ぬっぺらぼう」 - Kankoku yōkai nupperabō                                    | 14 febbraio 1987  |         |
| 67  | 「密林の大海獣」 - Mitsurin no taikai kemono                                           | 21 febbraio 1987  |         |
| 68  | 「大海獣 怒りの逆襲」 - Taikai kemono ikari no gyakushū                                | 28 febbraio 1987  |         |
| 69  | 「妖怪風の又三郎」 - Yōkai kaze no matasaburō                                          | 7 marzo 1987      |         |
| 70  | 「鏡地獄! 妖怪うんがい鏡」 - Kagamijigoku! yōkai ungai kagami                          | 14 marzo 1987     |         |
| 71  | 「妖花の森の がしゃどくろ」 - Yō hana no mori no gashadokuro                           | 21 marzo 1987     |         |
| 72  | 「ケ・け・毛! 妖怪大髪様」 - Ke. ke. ke! yōkai dai kami sama                           | 28 marzo 1987     |         |
| 73  | 「シーサー登場!! 沖縄大決戦」 - Shisa tōjō!! okinawa dai kessen                        | 4 aprile 1987     |         |
| 74  | 「妖怪 万年竹」 - Yōkai mannen take                                                    | 11 aprile 1987    |         |
| 75  | 「妖怪小豆連合軍」 - Yōkai azuki rengōgun                                              | 18 aprile 1987    |         |
| 76  | 「人喰い島と海和尚」 - Hitokui shima to kaiwa takashi                                  | 25 aprile 1987    |         |
| 77  | 「妖怪手の目と 地獄の餓鬼」 - Yōkai teno me to jigoku no gaki                          | 2 maggio 1987     |         |
| 78  | 「マンモスフラワーと 山男」 - Manmosufurawa to yamaotoko                               | 16 maggio 1987    |         |
| 79  | 「妖怪 やまたのおろち」 - Yōkai yamatanoorochi                                         | 23 maggio 1987    |         |
| 80  | 「妖怪吹消婆 プロレス地獄」 - Yōkai sui shō baa puroresu jigoku                        | 30 maggio 1987    |         |
| 81  | 「コンビ妖怪 手長足長」 - Konbi yōkai te chōsoku chō                                   | 6 giugno 1987     |         |
| 82  | 「妖怪串刺し入道」 - Yōkai kushizashi nyūdō                                            | 13 giugno 1987    |         |
| 83  | 「雨神 ユムチャック伝説」 - Ame kami yumuchakku densetsu                               | 20 giugno 1987    |         |
| 84  | 「地獄一周!! 妖怪マラソン」 - Jigoku isshū!! yōkai marason                             | 27 giugno 1987    |         |
| 85  | 「河童一族と たくろう火」 - Kappa ichizoku to takurō hi                                | 4 luglio 1987     |         |
| 86  | 「妖怪香炉 悪夢の軍団」 - Yōkai kōro akumu no gundan                                   | 11 luglio 1987    |         |
| 87  | 「寄生妖怪 ペナンガラン」 - Kisei yōkai penangaran                                     | 25 luglio 1987    |         |
| 88  | 「不思議な妖犬 タロー」 - Fushigi na yō inu taro                                       | 1º agosto 1987    |         |
| 89  | 「木の子と 妖怪山天狗」 - Ki no ko to yōkai yama tengu                                 | 15 agosto 1987    |         |
| 90  | 「妖精ニクスの 青い涙」 - Yōsei nikusu no aoi namida                                   | 22 agosto 1987    |         |
| 91  | 「妖怪ハンター ヒ一族!」 - Yōkai hanta hi ichizoku!                                    | 29 agosto 1987    |         |
| 92  | 「人喰い家(うち)と 妖怪家鳴(やなり)」 - Hitokui ie (uchi) to yōkai ie mei (yanari)     | 26 settembre 1987 |         |
| 93  | 「進化妖怪かぶそ」 - Shinka yōkai kabuso                                               | 3 ottobre 1987    |         |
| 94  | 「高熱妖怪ぬけ首」 - Kōnetsu yōkai nuke kubi                                           | 10 ottobre 1987   |         |
| 95  | 「笑い妖怪 ヘンラヘラヘラ」 - Warai yōkai henraherahera                                | 17 ottobre 1987   |         |
| 96  | 「血戦!! 妖怪吸血軍団」 - Kessen!! yōkai kyūketsu gundan                               | 24 ottobre 1987   |         |
| 97  | 「夫婦(めおと)妖怪!? 皿数え」 - Fūfu (meoto) yōkai!? sara kazoe                        | 31 ottobre 1987   |         |
| 98  | 「津波妖怪 猛霊はっさん」 - Tsunami yōkai takeshi rei hassan                           | 7 novembre 1987   |         |
| 99  | 「はきもの妖怪 化けぞうり」 - Hakimono yōkai bake zōri                                 | 14 novembre 1987  |         |
| 100 | 「鬼巫女の鬼太郎 抹殺作戦」 - Oni miko no kitarō massatsu sakusen                      | 21 novembre 1987  |         |
| 101 | 「妖怪捕物帖 猫騒動」 - Yōkai torimonochō neko sōdō                                    | 12 dicembre 1987  |         |
| 102 | 「おてんば魔女 ジニヤー」 - Otenba majo jiniya                                         | 19 dicembre 1987  |         |
| 103 | 「純愛 ヌリカベと おしろい娘」 - Jun'ai nurikabe to oshiroi musume                     | 26 dicembre 1987  |         |
| 104 | 「謎の 妖怪狩りツアー」 - Nazo no yōkai kari tsua                                      | 9 gennaio 1988    |         |
| 105 | 「妖怪めんこ天狗」 - Yōkai menko tengu                                                 | 16 gennaio 1988   |         |
| 106 | 「とうふ小僧と山神(やまのかみ)」 - Tōfu kozō to yama kami (yamanokami)                 | 23 gennaio 1988   |         |
| 107 | 「ケムリ妖怪 えんらえんら」 - Kemuri yōkai enraenra                                    | 30 gennaio 1988   |         |
| 108 | 「鬼太郎ファミリーは 永遠(えいえん)に」 - Kitarō famiri ha eien (eien) ni              | 6 febbraio 1988   |         |

## GeGeGe no Kitarō- IV
| Nº  | Giapponese 「Kanji」 - Rōmaji                                         | In onda           | In onda |
| Nº  | Giapponese 「Kanji」 - Rōmaji                                         | Giapponese        |         |
| 1   | 「妖怪!見上げ入道」 - Yōkai! miage nyūdō                              | 7 gennaio 1996    |         |
| 2   | 「妖怪目目連の涙!」 - Yōkai me me tsurano namida!                     | 14 gennaio 1996   |         |
| 3   | 「ギターの戦慄!夜叉」 - Gita no senritsu! yasha                       | 21 gennaio 1996   |         |
| 4   | 「恐怖!鏡の国の鏡爺」 - Kyōfu! kagaminokuni no kagami jii             | 28 gennaio 1996   |         |
| 5   | 「ダイヤ妖怪・輪入道」 - Daiya yōkai. wa nyūdō                        | 4 febbraio 1996   |         |
| 6   | 「暴走!鬼太郎牛鬼」 - Bōsō! kitarō ushi oni                           | 11 febbraio 1996  |         |
| 7   | 「妖怪のっぺらぼう!」 - Yōkai nopperabō!                              | 18 febbraio 1996  |         |
| 8   | 「妖怪かに坊主と河童」 - Yōkai kani bōzu to kappa                     | 25 febbraio 1996  |         |
| 9   | 「爆走!鬼太郎機関車」 - Bakusō! kitarō kikansha                       | 3 marzo 1996      |         |
| 10  | 「怪奇!妖怪万年竹」 - Kaiki! yōkai mannen take                        | 10 marzo 1996     |         |
| 11  | 「毛羽毛現とがしゃどくろ」 - Ke umō gen togashadokuro                 | 17 marzo 1996     |         |
| 12  | 「陰謀!猫仙人の猫王国」 - Inbō! neko sennin no neko ōkoku             | 24 marzo 1996     |         |
| 13  | 「妖怪屋敷へいらっしゃい」 - Yōkai yashiki heirasshai                 | 31 marzo 1996     |         |
| 14  | 「蜃気楼海竜・みずち」 - Suzuki o,mau,hoo.wo,(maru),ko,chi            | 7 aprile 1996     |         |
| 15  | 「悪夢!妖怪まくら返し」 - Akumu! yōkai makura kaeshi                  | 14 aprile 1996    |         |
| 16  | 「あかなめと白うねり」 - Akanameto shirō neri                         | 21 aprile 1996    |         |
| 17  | 「怪奇!妖怪さざえ鬼」 - Kaiki! yōkai sazae oni                        | 28 aprile 1996    |         |
| 18  | 「深海の奇跡!化け鯨」 - Shinkai no kiseki! bake kujira                | 5 maggio 1996     |         |
| 19  | 「恐怖!妖怪くびれ鬼」 - Kyōfu! yōkai kubire oni                       | 12 maggio 1996    |         |
| 20  | 「冒険!絶海の人食い島」 - Bōken! zekkai no hitokui i shima            | 19 maggio 1996    |         |
| 21  | 「白粉婆とのっぺらぼう」 - Shiro kona baa tonopperabō                 | 26 maggio 1996    |         |
| 22  | 「蜂起!妖怪泥田坊」 - Hōki! yōkai doro ta bō                          | 2 giugno 1996     |         |
| 23  | 「風魔!妖怪雨ふり天狗」 - Fūma! yōkai amefuri tengu                   | 9 giugno 1996     |         |
| 24  | 「怪談!妖怪陰摩羅鬼」 - Kaidan! yōkai in mara oni                     | 16 giugno 1996    |         |
| 25  | 「古都の妖怪・おぼろ車」 - Koto no yōkai. oboro kuruma                | 23 giugno 1996    |         |
| 26  | 「復活!妖怪天邪鬼」 - Fukkatsu! yōkai amanojaku                       | 30 giugno 1996    |         |
| 27  | 「吸魔!妖怪野づち」 - Kyū ma! yōkai no duchi                          | 7 luglio 1996     |         |
| 28  | 「幻想譚・猫町切符」 - Gensō tan. neko machi kippu                    | 21 luglio 1996    |         |
| 29  | 「巨人伝説ダイダラボッチ」 - Kyojin densetsu daidarabocchi            | 28 luglio 1996    |         |
| 30  | 「妖花!夏の日の記憶」 - Yō hana! natsu no nichi no kioku              | 4 agosto 1996     |         |
| 31  | 「妖怪変化!傘化け」 - Yōkai henka! kasa bake                          | 11 agosto 1996    |         |
| 32  | 「電気妖怪カミナリ!」 - Denki yōkai kaminari!                         | 18 agosto 1996    |         |
| 33  | 「逆襲!妖怪さら小僧」 - Gyakushū! yōkai sara kozō                     | 25 agosto 1996    |         |
| 34  | 「流浪!妖怪あずきとぎ」 - Rurō! yōkai azukitogi                       | 1º settembre 1996 |         |
| 35  | 「鬼太郎の地獄流し」 - Kitarō no jigoku nagashi                       | 8 settembre 1996  |         |
| 36  | 「仰天!おりたたみ入道」 - Gyōten! oritatami nyūdō                     | 15 settembre 1996 |         |
| 37  | 「大追跡!妖怪自動車」 - Daitsuiseki! yōkai jidōsha                    | 22 settembre 1996 |         |
| 38  | 「血闘!おどろおどろ」 - Chi tō! odoroodoro                            | 29 settembre 1996 |         |
| 39  | 「妖狐・白山坊の花嫁」 - Yō kitsune. hakusan bō no hanayome           | 6 ottobre 1996    |         |
| 40  | 「夜の墓場は運動会!」 - Yoru no hakaba ha undōkai!                    | 13 ottobre 1996   |         |
| 41  | 「つけもの妖怪ぼうこう!」 - Tsukemono yōkai bōkō!                     | 20 ottobre 1996   |         |
| 42  | 「がんぎ小僧とねずみ男!」 - Gangi kozō tonezumi otoko!                | 27 ottobre 1996   |         |
| 43  | 「反乱!妖怪化けぞうり」 - Hanran! yōkai bake zōri                     | 3 novembre 1996   |         |
| 44  | 「西洋悪魔・ベリアル!」 - Seiyō akuma. beriaru!                       | 10 novembre 1996  |         |
| 45  | 「もち殺し!妖怪火車」 - Mochi koroshi! yōkai kasha                    | 17 novembre 1996  |         |
| 46  | 「妖怪大裁判(前編)」 - Yōkai dai saiban (zenpen)                      | 24 novembre 1996  |         |
| 47  | 「妖怪大裁判(後編)」 - Yōkai dai saiban (kōhen)                       | 1º dicembre 1996  |         |
| 48  | 「えんま大王とねこ娘」 - Enma daiō to neko musume                     | 8 dicembre 1996   |         |
| 49  | 「水妖怪 赤舌の疾走!」 - Mizu yōkai, akajita no shissō!               | 15 dicembre 1996  |         |
| 50  | 「遊園地の吹き消し婆！」 - Yūenchi no fuki keshi baba~!               | 22 dicembre 1996  |         |
| 51  | 「雪コンコン！笠地蔵」 - Yuki konkon! Kasajisō                        | 29 dicembre 1996  |         |
| 52  | 「コマ妖怪・あまめはぎ！」 - Koma yōkai, Amamehagi!                   | 12 gennaio 1997   |         |
| 53  | 「霊園行き・幽霊電車」 - Reieniki, yūren densha                       | 19 gennaio 1997   |         |
| 54  | 「座敷童子と妖怪後神！」 - Zashikiwarashi to yōkai goshin!            | 26 gennaio 1997   |         |
| 55  | 「水変化！妖怪水虎」 - Mizuhenge! Yōkai suiko                         | 2 febbraio 1997   |         |
| 56  | 「冷凍妖怪・雪ん子！」 - Reitōyōkai, Yukinko!                         | 9 febbraio 1997   |         |
| 57  | 「吸血鬼エリート！」 - Kyūketsuki ERIITO!                             | 16 febbraio 1997  |         |
| 58  | 「冷凍妖怪・雪ん子!」 - Reitō yōkai. yuki n ko!                       | 23 febbraio 1997  |         |
| 59  | 「妖怪オバリヨン！」 - Yōkai OBARIYON!                                | 2 marzo 1997      |         |
| 60  | 「ぬらりひょんの陰謀！」 - Nurarihyon no inbō!                        | 9 marzo 1997      |         |
| 61  | 「妖怪いやみにご用心」 - Yōkai iyami ni goyōjin                       | 16 marzo 1997     |         |
| 62  | 「怪奇！ばけ猫街道」 - Yōkai! Bakeneko kaidō                          | 23 marzo 1997     |         |
| 63  | 「メンソーレ！妖怪ホテル」 - Mensoore! Yōkai Hoteru                   | 30 marzo 1997     |         |
| 64  | 「激争！妖怪ラリー」 - Gekisō! Yōkai Larii                            | 6 aprile 1997     |         |
| 65  | 「驚異！マンモスフラワー」 - Kyōi! MANMOSU FURAWAA                    | 13 aprile 1997    |         |
| 66  | 「風雲！妖怪城（前編）」 - Fūun! Yōkaijō (zenhen)                     | 20 aprile 1997    |         |
| 67  | 「風雲！妖怪城（後編）」 - Fūun! Yōkaijō (gōhen)                      | 27 aprile 1997    |         |
| 68  | 「荒海の伝説！妖怪磯女」 - Araumi no densetsu! Yōkai isoonna          | 4 maggio 1997     |         |
| 69  | 「悪魔ブエルとやかんづる」 - Akuma BUERU to Yakanzuru                 | 11 maggio 1997    |         |
| 70  | 「怪気象！妖怪ぐわごぜ」 - Kaikishō! Yōkai Guwagoze                   | 18 maggio 1997    |         |
| 71  | 「オベベ沼の妖怪！」 - OBEBE numa no yōkai                            | 25 maggio 1997    |         |
| 72  | 「出現！天狐の地底王国」 - Shutsugen! Tenko no chitei ōkoku           | 1º giugno 1997    |         |
| 73  | 「爆進！怒りの土ころび」 - Bakushin! Ikari no tsuchi Korobi           | 8 giugno 1997     |         |
| 74  | 「大蛇神ヤマタノオロチ！」 - Oochigami Yamata no Orochi!              | 15 giugno 1997    |         |
| 75  | 「妖術・鏡合戦！」 - Yōjutsu kagami kassen!                           | 22 giugno 1997    |         |
| 76  | 「灼熱の妖怪！日照り神」 - Shakunetsu no yōkai! Hiderigami            | 29 giugno 1997    |         |
| 77  | 「海和尚と船幽霊!」 - Umioshō to fune yūrei!                          | 6 luglio 1997     |         |
| 78  | 「ぬらりひょんと蛇骨婆」 - Nurarihyon to jyakotsubaba~                | 13 luglio 1997    |         |
| 79  | 「中国妖怪襲来 （前編）」 - Chūgoku yōkai shūrai (zenhen)             | 20 luglio 1997    |         |
| 80  | 「中国妖怪襲来! （後編）」 - Chūgoku yōkai shūrai (gōhen)             | 3 agosto 1997     |         |
| 81  | 「子育て妖怪！うぶめ」 - Kosodate yōkai! Ubume                        | 10 agosto 1997    |         |
| 82  | 「古代妖怪・大首！」 - Kodai yōkai, Ookubi!                           | 17 agosto 1997    |         |
| 83  | 「ゲタ合戦！妖怪逆柱」 - Getakassen! Yōkai sakarabashira              | 24 agosto 1997    |         |
| 84  | 「怪奇！人食い肖像画」 - Kaiki! Hitogui shōzōka                       | 31 agosto 1997    |         |
| 85  | 「魔境・土蜘蛛の山」 - Maikyō, tsuchigumo no yama                     | 7 settembre 1997  |         |
| 86  | 「死の使い・モウリョウ」 - Shi no tsukai, MOURYOU                     | 14 settembre 1997 |         |
| 87  | 「迷い家の倉ぼっこ」 - Mayoi ie no kurabokko                          | 21 settembre 1997 |         |
| 88  | 「妖怪ふくろさげの罠」 - Yōkai fukurosage no wana                     | 28 settembre 1997 |         |
| 89  | 「髪の毛地獄！ ラクシャサ」 - Kami no kejigoku! RAKUSHASA             | 5 ottobre 1997    |         |
| 90  | 「峠の妖怪・ぶるぶる」 - Tōge no yōkai, Buruburu                      | 12 ottobre 1997   |         |
| 91  | 「夜の怪！百鬼夜行の鬼」 - Yoru no kai! Hyaku ki yakō no oni          | 19 ottobre 1997   |         |
| 92  | 「百目とぬらりひょん」 - Hyakume to Nurarihyon                        | 26 ottobre 1997   |         |
| 93  | 「月よりの妖怪・桂男！」 - Tsuki yori no yōkai, Katsuru-otoko!        | 2 novembre 1997   |         |
| 94  | 「鬼太郎魚と置いてけ堀」 - Kitaro sakana to oitekehori                | 9 novembre 1997   |         |
| 95  | 「妖力泥棒・釜なり！」 - Yōryoku dorobō, Kamanari!                    | 15 novembre 1997  |         |
| 96  | 「妖怪王・ぬらりひょん」 - Yōkaiō, Nurarihyon                         | 23 novembre 1997  |         |
| 97  | 「追撃！ 西洋妖怪四天王」 - Tsuigeki! Seiyō yōkai shitenō             | 30 novembre 1997  |         |
| 98  | 「試練・妖魔城への道」 - Shiren, yōkaijō e no michi                   | 7 dicembre 1997   |         |
| 99  | 「決戦！妖怪王対鬼太郎」 - Kessen! Yōkai ō tai Kitaro                 | 14 dicembre 1997  |         |
| 100 | 「暗闇の招き・妖怪影女」 - Ankoku no maneki, yōkai kage onna          | 21 dicembre 1997  |         |
| 101 | 「言霊使いの罠!」 - Gen rei tsukai no wana!                           | 28 dicembre 1997  |         |
| 102 | 「凶悪!中国妖怪刑天」 - Kyōaku! chūgoku yōkai kei ten                 | 4 gennaio 1998    |         |
| 103 | 「化けネズミ!妖怪旧鼠」 - Bake nezumi! yōkai kyū nezumi               | 11 gennaio 1998   |         |
| 104 | 「恐怖！ 吸血妖怪の島」 - Kyōfu! Kyūketsu yōkai no shima              | 18 gennaio 1998   |         |
| 105 | 「迷宮・妖怪だるま王国」 - Meikyū, yōkai Daruma ōkoku                 | 25 gennaio 1998   |         |
| 106 | 「悪夢！妖怪地獄」 - Akumu! Yōkai jigoku                              | 1º febbraio 1998  |         |
| 107 | 「山の神・穴ぐら入道」 - Yama no kami, anagura nyūdō                  | 8 febbraio 1998   |         |
| 108 | 「不老不死！猫ショウ」 - Furōfushi! Neko SHOU                         | 15 febbraio 1998  |         |
| 109 | 「雪山の怪異」 - Yukiyama no kaii                                     | 22 febbraio 1998  |         |
| 110 | 「八百八狸の反乱（前編）」 - Happyaku hachi tameki no hanran (zenhen) | 1º marzo 1998     |         |
| 111 | 「八百八狸の反乱（後編）」 - Happyaku hachi tameki no hanran (gōhen)  | 8 marzo 1998      |         |
| 112 | 「妖怪鬼髪と黒髪切り」 - Yōkaionigami to kurogami kiri                | 15 marzo 1998     |         |
| 113 | 「鬼太郎対三匹の刺客！」 - Kitaro tai Sanhiki no shikaku!             | 22 marzo 1998     |         |
| 114 | 「絶対絶命！死神の罠」 - Zettai zetsumei! Shinigami no wana           | 29 marzo 1998     |         |

## GeGeGe no Kitarō- V
| Nº  | Giapponese 「Kanji」 - Rōmaji                                                 | In onda           | In onda |
| Nº  | Giapponese 「Kanji」 - Rōmaji                                                 | Giapponese        |         |
| 1   | 「妖怪の棲む街」 - Yōkai no sumu machi                                        | 1º aprile 2007    |         |
| 2   | 「ビビビ!! ねずみ男!」 - Bibibi!! nezumi otoko!                               | 8 aprile 2007     |         |
| 3   | 「妖しき旋律!夜叉」 - Ayashi ki senritsu! yasha                               | 15 aprile 2007    |         |
| 4   | 「男!一反もめん」 - Otoko! ittan momen                                        | 22 aprile 2007    |         |
| 5   | 「呪われた映画」 - Norowa reta eiga                                           | 29 aprile 2007    |         |
| 6   | 「大パニック!妖怪横丁」 - Dai panikku! yōkai yokochō                          | 6 maggio 2007     |         |
| 7   | 「燃えろ!目玉おやじ」 - Moe ro! medama oyaji                                  | 13 maggio 2007    |         |
| 8   | 「宿敵!ぬらりひょん」 - Shukuteki! nurarihyon                                 | 20 maggio 2007    |         |
| 9   | 「ゆうれい電車 あの世行き」 - Yūrei densha ano yo iki                         | 27 maggio 2007    |         |
| 10  | 「荒ぶる神!雷獣」 - Sabu ru kami! kaminari kemono                             | 3 giugno 2007     |         |
| 11  | 「おばけ漫才」 - Obake manzai                                                 | 10 giugno 2007    |         |
| 12  | 「霊界からの着信音」 - Rei kai karano chakushin oto                           | 17 giugno 2007    |         |
| 13  | 「奮闘!ぬりかべ用心棒」 - Funtō! nurikabe yōjinbō                             | 24 giugno 2007    |         |
| 14  | 「鬼太郎死す!?牛鬼復活」 - Kitarō shisu!? ushi oni fukkatsu                   | 1º luglio 2007    |         |
| 15  | 「働く!目玉おやじ」 - Hataraku! medama oyaji                                  | 8 luglio 2007     |         |
| 16  | 「妖怪はゲームの達人?!」 - Yōkai ha gemu no tatsujin?!                        | 15 luglio 2007    |         |
| 17  | 「さすらいの蒼坊主」 - Sasuraino ao bōzu                                      | 22 luglio 2007    |         |
| 18  | 「古城に光る黒い眼」 - Kojō ni hikaru kuroi me                                | 5 agosto 2007     |         |
| 19  | 「河童池の相撲大会」 - Kappa ike no sumō taikai                               | 12 agosto 2007    |         |
| 20  | 「闇からの声!幽霊スポット」 - Yami karano koe! yūrei supotto                  | 19 agosto 2007    |         |
| 21  | 「首ったけ?妖怪恋物語」 - Kubi ttake? yōkai koimonogatari                     | 26 agosto 2007    |         |
| 22  | 「ニセ鬼太郎現る!!」 - Nise kitarō arawaru!!                                  | 2 settembre 2007  |         |
| 23  | 「美食家!?さざえ鬼」 - Bishoku ie!? sazae oni                                 | 9 settembre 2007  |         |
| 24  | 「夢の中の決闘!枕返し」 - Yume no nakano kettō! makura kaeshi                 | 16 settembre 2007 |         |
| 25  | 「妖怪大運動会」 - Yōkai daiun dō kai                                         | 23 settembre 2007 |         |
| 26  | 「妖怪アイドル!?アマビエ」 - Yōkai aidoru!? amabie                            | 30 settembre 2007 |         |
| 27  | 「地獄の掟!走れねずみ男」 - Jigoku no okite! hashire nezumi otoko             |                   |         |
| 28  | 「鬼太郎恐竜 現る!」 - Kitarō kyōryū arawaru!                                 |                   |         |
| 29  | 「ネコ娘の妖怪バスツアー」 - Neko musume no yōkai basutsua                    |                   |         |
| 30  | 「鬼太郎抹殺作戦」 - Kitarō massatsu sakusen                                  |                   |         |
| 31  | 「妖怪コマ回し勝負!」 - Yōkai koma mawashi shōbu!                             |                   |         |
| 32  | 「上陸!脅威の西洋妖怪」 - Jōriku! kyōi no seiyō yōkai                         |                   |         |
| 33  | 「大逆襲!日本妖怪」 - Dai gyakushū! nippon yōkai                              |                   |         |
| 34  | 「妖怪横丁の地獄流し」 - Yōkai yokochō no jigoku nagashi                      |                   |         |
| 35  | 「死神の極楽ツアー」 - Shinigami no gokuraku tsua                             |                   |         |
| 36  | 「レスキュー目玉おやじ」 - Resukyu medama oyaji                               |                   |         |
| 37  | 「鬼太郎敗北!怨念の鬼髪」 - Kitarō haiboku! onnen no oni kami                 |                   |         |
| 38  | 「パパになったねずみ男」 - Papa ninattanezumi otoko                           |                   |         |
| 39  | 「ぬらりひょん最期の日」 - Nurarihyon saigo no nichi                          |                   |         |
| 40  | 「大フィーバー!鬼太郎グッズ」 - Dai fiba! kitarō guzzu                        |                   |         |
| 41  | 「打倒鬼太郎!ねずみ男大逆襲」 - Datō kitarō! nezumi otoko dai gyakushū        |                   |         |
| 42  | 「オベベ沼の妖怪かわうそ!」 - Obebe numa no yōkai kawauso!                    |                   |         |
| 43  | 「妖怪ミステリー列車!」 - Yōkai misuteri ressha!                              |                   |         |
| 44  | 「チョイ悪!目玉おやじ」 - Choi aku! medama oyaji                              |                   |         |
| 45  | 「ネコ娘騒然!?妖怪メイド喫茶」 - Neko musume sōzen!? yōkai meido kissa        |                   |         |
| 46  | 「ヘビ女ゴーゴンの晩餐会」 - Hebi onna gogon no bansankai                     |                   |         |
| 47  | 「妖怪大裁判」 - Yōkai dai saiban                                             |                   |         |
| 48  | 「戦う!ゲゲゲハウス」 - Tatakau! gegegehausu                                  |                   |         |
| 49  | 「あの世の七人ミサキ」 - Ano yono shichinin misaki                            |                   |         |
| 50  | 「呪いの花嫁!陰摩羅鬼」 - Noroi no hanayome! in mara oni                      |                   |         |
| 51  | 「ネコ娘の東京妖怪見物」 - Neko musume no tōkyō yōkai kenbutsu                |                   |         |
| 52  | 「恐怖!夜道怪」 - Kyōfu! yomichi kai                                          |                   |         |
| 53  | 「白山坊 ビバ!お化け屋敷」 - Hakusan bō biba! o bake yashiki                  |                   |         |
| 54  | 「吸血鬼エリート」 - Kyūketsuki erito                                         |                   |         |
| 55  | 「百目の呪い」 - Hyaku meno noroi                                             |                   |         |
| 56  | 「禁じられた岬!磯女」 - Kinji rareta misaki! iso onna                         |                   |         |
| 57  | 「伝説の大妖怪 鵺!!」 - Densetsu no dai yōkai nue!!                           |                   |         |
| 58  | 「ペット妖怪!白うねり」 - Petto yōkai! shirō neri                             |                   |         |
| 59  | 「グレムリン東京上陸!!」 - Guremurin tōkyō jōriku!!                           |                   |         |
| 60  | 「働け!!妖怪バリバリ」 - Hatarake!! yōkai baribari                            |                   |         |
| 61  | 「妖怪城のたんたん坊」 - Yōkai shiro notantan bō                              |                   |         |
| 62  | 「くびれ鬼が死をまねく」 - Kubire oni ga shi womaneku                         |                   |         |
| 63  | 「日本妖怪全滅!?妖怪反物!!」 - Nippon yōkai zenmetsu!? yōkai tanmono!!        |                   |         |
| 64  | 「もうりょうの夜」 - Mōryōno yoru                                             |                   |         |
| 65  | 「呪いの鳥!うぶめが舞う」 - Noroi no tori! ubumega mau                        |                   |         |
| 66  | 「さら小僧!妖怪ヒットチャート」 - Sara kozō! yōkai hittochato                 |                   |         |
| 67  | 「歩く吸血樹!樹木子」 - Aruku kyūketsu ki! jumoku ko                          |                   |         |
| 68  | 「地獄超決戦!西洋妖怪総登場!」 - Jigoku chō kessen! seiyō yōkai sō tōjō!      |                   |         |
| 69  | 「鬼太郎大異変!穴ぐら入道」 - Kitarō dai ihen! ana gura nyūdō                 |                   |         |
| 70  | 「退治不可能!?泥田坊」 - Taiji fukanō!? doro ta bō                            |                   |         |
| 71  | 「南方妖怪日本上陸!!」 - Nanpō yōkai nippon jōriku!!                          |                   |         |
| 72  | 「妖怪城始動!!朱の盤奮戦記」 - Yōkai shiro shidō!! shu no ban funsenki        |                   |         |
| 73  | 「妖怪四十七士の謎」 - Yōkai shijūshichishi no nazo                           |                   |         |
| 74  | 「一反もめん!鹿児島決戦!!」 - Ittan momen! kagoshima kessen!!                 |                   |         |
| 75  | 「見上げ入道の妖怪学校」 - Miage nyūdō no yōkai gakkō                         |                   |         |
| 76  | 「最強タッグ!!南方&中国妖怪!!」 - Saikyō taggu!! nanpō & chūgoku yōkai!!      |                   |         |
| 77  | 「雪女!美しき復讐鬼」 - Yukionna! utsukushi ki fukushūki                      |                   |         |
| 78  | 「怒れる亡者たち!ヒダル神」 - Ikare ru mōja tachi! hidaru kami                |                   |         |
| 79  | 「執念の妖蛇!槌の子!!」 - Shūnen no yō hebi! tsuchi no ko!!                   |                   |         |
| 80  | 「美女と寝太り!連続妖怪事件」 - Bijo to ne futori! renzoku yōkai jiken        |                   |         |
| 81  | 「決闘!妖怪ハンター対針女」 - Kettō! yōkai hanta tsui hari onna               |                   |         |
| 82  | 「命カラカラ!赤舌温泉」 - Inochi karakara! aka shita onsen                    |                   |         |
| 83  | 「燃えろ!小豆連合」 - Moe ro! azuki rengō                                     |                   |         |
| 84  | 「野寺坊!夜の闇に響く鐘」 - Nodera bō! yoru no yami ni hibiku kane            |                   |         |
| 85  | 「鬼太郎絶叫!妖怪城の切り札!!」 - Kitarō zekkyō! yōkai shiro no kirifuda!!    |                   |         |
| 86  | 「背後に迫る恐怖!後神」 - Haigo ni semaru kyōfu! nochi kami                   |                   |         |
| 87  | 「巨人!ゴーレムの涙」 - Kyojin! goremu no namida                              |                   |         |
| 88  | 「妖怪決死!地獄横断クイズ!!」 - Yōkai kesshi! jigoku ōdan kuizu!!             |                   |         |
| 89  | 「師走の奇跡!鬼太郎大いそがし!!」 - Shiwasu no kiseki! kitarō ooi sogashi!!   |                   |         |
| 90  | 「新年大暴走!鬼太郎火車」 - Shinnen daibōsō! kitarō kasha                     |                   |         |
| 91  | 「妖怪筆師!一つ目小僧」 - Yōkai fude shi! hitotsume kozō                      |                   |         |
| 92  | 「猛烈!妖怪水車!!がんばれ浪小僧」 - Mōretsu! yōkai suisha!! ganbare nami kozō |                   |         |
| 93  | 「おばけビルの妖怪紳士!」 - Obake biru no yōkai shinshi!                      |                   |         |
| 94  | 「沖縄の守り神 シーサーの正体!」 - Okinawa no mamori kami shisa no shōtai!    |                   |         |
| 95  | 「妖怪スイーツ!バレンタイン作戦」 - Yōkai suitsu! barentain sakusen           |                   |         |
| 96  | 「怪奇ロマン!妖花の誘い」 - Kaiki roman! yō hana no sasoi                     |                   |         |
| 97  | 「衝撃!!鬼太郎猫になる!」 - Shōgeki!! kitarō neko ninaru!                     |                   |         |
| 98  | 「おやじ大充血!勇者鬼太郎!!」 - Oyaji dai jūketsu! yūsha kitarō!!             |                   |         |
| 99  | 「都会の天守閣!妖怪亀姫」 - Tokai no tenshukaku! yōkai kame hime              |                   |         |
| 100 | 「さらば父よ!脅威の天狗王」 - Saraba chichi yo! kyōi no tengu ō               |                   |         |

## Hakaba Kitarō
| Nº | Giapponese 「Kanji」 - Rōmaji                         | In onda          | In onda |
| Nº | Giapponese 「Kanji」 - Rōmaji                         | Giapponese       |         |
| 1  | 「鬼太郎誕生」 - Kitarō tanjō                         | 10 gennaio 2008  |         |
| 2  | 「夜叉対ドラキュラ四世」 - Yasha tai dorakyura yonsei | 17 gennaio 2008  |         |
| 3  | 「吸血木」 - Kyūketsu ki                              | 24 gennaio 2008  |         |
| 4  | 「寝子」 - Ne ko                                      | 31 gennaio 2008  |         |
| 5  | 「ニセ鬼太郎」 - Nise kitarō                          | 7 febbraio 2008  |         |
| 6  | 「水神様」 - Mizugami sama                            | 14 febbraio 2008 |         |
| 7  | 「人狼と幽霊列車」 - Jinrō to yūrei ressha            | 21 febbraio 2008 |         |
| 8  | 「怪奇一番勝負」 - Kaiki ichiban shōbu                | 28 febbraio 2008 |         |
| 9  | 「霧の中のジョニー」 - Kiri no naka no joni-          | 6 marzo 2008     |         |
| 10 | 「ブリガドーン」 - Burigado-n                         | 13 marzo 2008    |         |
| 11 | 「アホな男」 - Aho na otoko                           | 20 marzo 2008    |         |